# Tylenchus zostericola
Tylenchus zostericola is een rondwormensoort uit de familie van de Tylenchidae. De wetenschappelijke naam van de soort is voor het eerst geldig gepubliceerd in 1934 door Allgén.